# Ústav jaderných věd Vinča
Ústav jaderných věd Vinča, srbsky Institut za Nuklearne Nauke „Vinča“, je největší vědecká výzkumná instituce v Srbsku. Leží ve vesnici Vinča asi 14 kilometrů jihovýchodně od Bělehradu. Byl založen v roce 1948 jako Fyzikální ústav a v roce 1950 přejmenován na Ústav pro výzkum struktury hmoty; v letech 1953–1992 nesl jméno Ústav jaderných věd Borise Kidriče (po politikovi Borisu Kidričovi).
Vlastní dva výzkumné reaktory, četné laboratoře, knihovnu a vlastní infrastrukturu (banka, obchody, atd.) pro zaměstnance. Ústav zaměstnává 408 vědců a asi 350 dalších osob (stav březen 2007). Mezi významné spolupracovníky ústavu patřili Pavle Savić, Slobodan Ribnikar, Jordan Pop-Jordanov, Đorđe Jović a Ratko Janev.
reaktory
| reaktor | typ reaktoru | tepelný výkon | zahájení výstavby | zahájení provozu | odstavení  |
| ------- | ------------ | ------------- | ----------------- | ---------------- | ---------- |
| RA      | těžkovodní   | 6.500 kWt     | 01.04.1956        | 28.12.1959       | 01.08.1984 |
| RB      | těžkovodní   | 0 kWt         | 01.01.1957        | 29.04.1958       | -          |